# Knattspyrnudeild Ungmennafélag Grindavíkur
Il Knattspyrnudeild Ungmennafélag Grindavíkur, meglio noto come Grindavík, è la sezione calcistica dell'Ungmennafélag Grindavíkur, società polisportiva islandese con sede a Grindavík. Nella stagione 2016 partecipa alla 1. deild karla, la seconda serie del campionato islandese di calcio.
Questo club si è imposto con buoni risultati nella Úrvalsdeild solamente negli ultimi anni, riuscendo anche a vincere la Coppa di Lega islandese nel 2005. Nel 2006 Sigurður Jónsson, dopo i buoni risultati ottenuti con la squadra del Vikingur, è stato nominato allenatore del Grindavík: i risultati però sono stati pessimi, infatti la squadra è retrocessa per la prima volta nella sua storia. Alla guida della squadra è subentrato allora Milan Stefán Jankovic, che nel 2007 ha riportato la squadra nella massima divisione.

## Palmarès

### Competizioni nazionali
- Coppa di Lega islandese: 1

2005
- 1. deild karla: 2

1994, 2007

### Altri piazzamenti
- Campionato islandese:

Terzo posto: 2000, 2002
- Coppa d'Islanda:

Finalista: 1994
Semifinalista: 2012
- Coppa di Lega islandese:

Finalista: 2018
- 1. deild karla:

Secondo posto: 2016

## Organico

### Rosa 2018
Aggiornata al 25 aprile 2018.
| N. |                                 | Ruolo | Calciatore                   |
| -- | ------------------------------- | ----- | ---------------------------- |
| 1  | Polonia (bandiera)              | P     | Maciej Majewski              |
| 2  | Spagna (bandiera)               | D     | Eduardo Cruz                 |
| 3  | Spagna (bandiera)               | C     | Rodrigo Gomes                |
| 5  | Islanda (bandiera)              | C     | Aron Jóhannsson              |
| 6  | Inghilterra (bandiera)          | C     | Sam Hewson                   |
| 7  | Stati Uniti (bandiera)          | A     | William Daniels              |
| 8  | Islanda (bandiera)              | C     | Gunnar Þorsteinsson          |
| 9  | Islanda (bandiera)              | D     | Matthías Örn Fridriksson     |
| 10 | Islanda (bandiera)              | C     | Alexander Veigar Þórarinsson |
| 11 | Spagna (bandiera)               | A     | Juanma Ortiz                 |
| 12 | Bosnia ed Erzegovina (bandiera) | P     | Kristijan Jajalo             |

| N. |                    | Ruolo | Calciatore                   |
| -- | ------------------ | ----- | ---------------------------- |
| 13 | Islanda (bandiera) | A     | Jóhann Helgi Hannesson       |
| 15 | Islanda (bandiera) | C     | Nemanja Latinovic            |
| 18 | Islanda (bandiera) | D     | Jón Ingason                  |
| 20 | Islanda (bandiera) | A     | Dagur Ingi Gunnarsson Hammer |
| 21 | Islanda (bandiera) | A     | Marinó Axel Helgason         |
| 22 | Fær Øer (bandiera) | C     | René Joensen                 |
| 23 | Islanda (bandiera) | D     | Brynjar Ásgeir Guðmundsson   |
| 24 | Islanda (bandiera) | D     | Björn Berg Bryde             |
| 26 | Islanda (bandiera) | D     | Sigurjón Rúnarsson           |
|    | Scozia (bandiera)  | D     | Marc McAusland               |

### Stagioni passate
- stagione 2011